# Eredendő bűn (film)
Az Eredendő bűn (eredeti címe: Original Sin) 2001-ben bemutatott amerikai erotikus, romantikus filmdráma, amelyet Michael Cristofer írt és rendezett. A forgatókönyvet Cornell Woolrich Waltz Into Darnkess című regénye és François Truffaut 1969-es A Mississippi szirénje című filme alapján készítették. A főbb szerepekben Antonio Banderas, Angelina Jolie és Thomas Jane. Első bemutatója Franciaországban volt 2001. július 11-én. Az Egyesült Államokban július 31-től vetítették a mozikban, Magyarországon november 22-től volt megtekinthető.
A film kritikailag és pénzügyileg is megbukott. Angelina Jolie játékát Arany Málna díjra jelölték a 22. Arany Málna-gálán.

## Cselekmény
Luis Vargas, egy sikeres kubai kávéültetvény tulajdonosa, egy újsághirdetést talált, amiben egy nő házastársat keres. Luis felveszi a kapcsolatot a nővel, de mikor Julia megérkezik, nem az a nő az, aki a fotókon volt. Luis első látásra beleszeret, és feleségül veszi. Juliát aggódva felkeresi a nővére, Emily, aki nem hallott felőle. Luis meggyőzi a feleségét, hogy írjon neki levelet, de mikor Emily Kubába érkezik, a nővér elárulja Luisnak, hogy szerinte a testvére meghalt, és valaki felvette a személyazonosságát.
Juliáról kiderül, hogy a neve Bonnie, akit csak Luis vagyona érdekelt. A nő addigra eltűnik a férfi pénzével, Luis hiába keresi őt. A férfi egy szállodában találkozik Walterrel, aki magánnyomozó. Walter és Luis a nő keresésére indulnak, de a férfit ismét átverik, mikor kiderül, hogy Julia és Walter összedolgoznak. Luis hisz abban, hogy Julia szereti őt, és a két férfi összeverekedik. Luis lelövi Waltert, és elmenekülnek. Walter azonban nem halt meg, valódi neve Billy, aki régóta szeretője Juliának, és pórázon tartja a nőt. Egy este azt a feladatot kapja, hogy mérgezze meg Luist, hogy a maradék vagyonát is megkaparintsák. A beszélgetést Luis is meghallja, és ennek ellenére megissza a mérget.  
Julia kimenekíti a férfit, de szembekerülnek Walterral. Walter megsérül, majd Julia végez vele. Julia börtönbe kerül, és a kivégzésére vár, amikor sikeresen megszökik. Luis és Julia ezután Marokkóba mennek, és folytatják közös életüket.

## Szereplők
| Szerep                          | Színész              | Magyar hang     |
| ------------------------------- | -------------------- | --------------- |
| Luis Antonio Vargas             | Antonio Banderas     | Selmeczi Roland |
| Julia Russell / Bonnie Castle   | Angelina Jolie       | Orosz Helga     |
| Walter Downs / Billy / Mephisto | Thomas Jane          | Juhász György   |
| Alan Jordan                     | Jack Thompson        | Kardos Gábor    |
| Worth ezredes                   | Gregory Itzin        | Izsóf Vilmos    |
| Augusta Jordan                  | Allison Mackie       | n.a             |
| Sara                            | Joan Pringle         | Pálos Zsuzsa    |
| Emily Russell                   | Cordelia Richards    | Hirling Judit   |
| Faust a színpadon               | James Haven          | n.a             |
| Jorge Cortés                    | Pedro Armendáriz Jr. | n.a             |
| kubai pap                       | Mario Ivan Martinez  | n.a             |
| színpadmenedzser                | Harry Porter         | n.a             |
| hajókapitány                    | Roger Cudney         | n.a             |
| hajóspincér                     | Adrian Makala        | n.a             |
| Margretta                       | Lisa Owen            | n.a             |
| Mr Gutierrez                    | Abraham Stavans      | n.a             |
| az őr                           | Julio Bracho         | n.a             |

## Fogadtatás

### Kritikai visszhang
A filmet negatív vélemények érték. A Rotten Tomatoeson 12%-os minősítést ért el 91 értékelés alapján, az összefoglaló szerint: „Az Eredendő bűn nevetségesen melodramatikus, rossz színészi játékkal, rossz párbeszédekkel és rossz cselekményvezetéssel.” Rex Reed az Observertől azt írta: „A kéjvágytól és logikától hemzsegő, abszurd Eredendő bűn egy erotikus thriller, amely több nevetést vált ki, mint verejtéket.” Owen Gleiberman az Entertainment Weeklytől azt írta: „A film tankönyvi esete, amely jobb lett volna, ha rosszabb lett volna.” Desson Thomson a Washington Posttól azt írta: „Már a kezdetektől fogva szándékolatlan önparódiára utal.”
A Metacritic 33 pontot ért el a 100-ból 24 vélemény alapján. Roger Ebert szerint: „A film nem akar finomkodni. Izzadt, gyertyafényes melodráma, vidáman giccses, és a fényképezés pazar dekadenciában úszik.” Maitland McDonagh a TV Guide Magazine-tól azt írta: „Nevetséges, igen, de rendkívül nézhető módon. A legtöbb fordulat meglepően jól működik, és a gyakran meztelen főszereplők között valódi kémia van.” Rita Kempley a Washington Posttól azt írta: „Az olyannyira rossz, hogy jó kategóriába tartozó filmek kedvelői csak gyönyörködhetnek ebben a túlfűtött kosztümös melodrámában.”

### Bevétel adatai
A Box Office Mojo szerint a film veszteséges volt. A 42 millió dolláros költségvetésből 35 millió dolláros bevétel folyt be.

## Fontosabb díjak és jelölések
- 22. Arany Málna-gála: Legrosszabb női főszereplő – Angelina Jolie (megosztva a Lara Croft: Tomb Raider című filmmel) (jelölés)